# Хайнц Гудериан
Хайнц Вилхелм Гудериан (на немски: Heinz Wilhelm Guderian) е офицер от германската армия, генерал от танковите войски, блестящ военен тактик и теоретик от времето на Втората световна война.
Редом с Шарл де Гол и Фулер е считан за баща на моторизираните способи за водене на война. Наричан е още Schneller Heinz – „Бързия Хайнц“.

## Биография

### Ранен живот и Първа световна война (1914 – 1918)
Роден е на 17 юни 1888 г. в градчето Кулм, на река Висла, южно от Данциг (дн. Гданск, Полша). По това време Кулм е на територията на Прусия. Сегашното име на града е Хелмно и се намира в Полша.
От 1901 до 1907 г. Гудериан се обучава в няколко военни училища, а след това и в Берлинската военна академия. По това време му е присвоено званието прапорщик в командвания от баща му 10-и егерски батальон (Jägerbatallion), в Хановер. След успешното завършване на военното училище в Метц на следващата година, на Гудериан е присвоено звание лейтенант и той се завръща в 10-и егерски батальон. Две-три години по-късно през 1911 г. Гудериан завързва романс с Маргарита Горн, но баща му решава, че Хайнц е твърде млад за женитба и отпраща сина си със специални инструкции в 3-ти свързочен батальон. След като завършва курса на обучение през 1913 г., Гудериан се жени за Маргарите. Имат двама синове, които воюват във Втората световна война в германски танкови подразделения. По-малкият Хейнц Гюнтер достига до званието генерал-майор в Бундесвера, по-късно.
До края на Първата световна война Гудериан е командирован отново в Берлинската Военна Академия, където се обучава за щабен офицер, тъй като показва забележителни способности. През ноември 1914 г. е произведен в старши лейтенант, а само година по-късно като капитан. През Първата световна война Гудериан заема различни длъжности и участва в много сражения: загубата при Марна, клането при Вердюн, макар той самият да не е командвал бойни подразделения. През този период той е награден с „Железен кръст“ – II и I степен.

#### Към края на войната (1918)
В началото на 1918 г. Гудериан преминава курсове за подготовка на офицери на генералния щаб „Седан“ (Generalstabslehrgang Sedan), по време на които показва способността си да решава тактически проблеми в необичайни ситуации и впечатлява инструкторите си. Полага успешно изпитите и става най-младия щабен офицер по това време.

### Между военен период
След войната е приет в Райхсвера, който заради ограниченията наложени от Версайския мирен договор наброява едва 100 хиляди души и затова там са вземали само най-добрите. По това време Гудериан започва да пише устав за моторизираните подразделения и междувременно е командир на различни моторизирани части (тилови части, снабдени с камиони и мотоциклети).
През 1927 г. е произведен в звание майор.
През 1929 г. Гудериан заминава за Швеция, където посещава шведските танкови батальони, въоръжени с танкове STRV m/21 и m/21 – 29 (шведски версии на германския танк LK II). По-късно преминава обучение в секретната танкова школа на вермахта „Кама“. „Кама“ (производно от името на град Казан и фамилията Малбрандт) е немско танково училище, създадена на територията на СССР, близо до град Казан, с цел заобикаляне на условията на Версайския договор от 1919 г. Договорът за създаване на тази танкова школа е сключен през декември 1926 г. в Москва, като от немска страна е подписан от полковник фон дер Лит-Томзен, а от съветска от началника на IV разузнавателно управление на Штаба на РККА Я. К. Берзин.
По това време Гудериан е командир-инспектор на всички моторизирани подразделения на Райхсвера, а така също и преподавател по тактика на моторизираните подразделения в Берлин.
През февруари 1931 г. Гудериан е повишен в подполковник, а две години по-късно в полковник. По това време завършва и съставянето на устава за моторизираните бойни подразделения. Идвайки на власт, Адолф Хитлер посещава военни маневри и вижда на полигона няколко малки Panzer I в действие. Впечатлен е от тях и игнорирайки изискванията на Версайския договор заповядва да се формират три танкови дивизии. Гудериан, който по това време е в добри отношения с Хитлер е назначен за командващ на 2-ра танкова дивизия и не след дълго получава званието генерал-майор. Година и половина по-късно му е присвоено званието генерал-лейтенант и е назначен за командир на 16-и корпус. Гудериан оглавява аншлуса с Австрия и нахлуването в Чехословакия.

### Втора световна война (1939 – 1945)
Десет месеца по-късно Гудериан получава званието генерал от танковите войски (звание по-високо от генерал-лейтенант, но по-ниско от генерал-полковник) и получава високата длъжност командващ мобилните войски. Това означава, че става отговорен за набирането, подготовката, тактиката и техниката във всички моторизирани и бронетанкови части на Вермахта. Сега вече той има възможност да реализира потенциала и натрупаните си познания като изгради от германските танкови дивизии най-важния инструмент в предстоящата война.

#### Полша (1939)
При нахлуването в Полша, Гудериан командва 19-и моторизиран корпус и отново е награден с „Железни кръстове“ II (5 септември 1939 г.) и I степен (13 септември 1939 г.), а след това и с Рицарски кръст (27 октомври 1939 г.).

#### Франция (1940)
При окупирането на Франция 19-и корпус на Гудериан, (1-ва, 2-ра, 10-а танкова дивизия и мотопехотния полк „Велика Германия“) влиза в танковата група под командването на Евалд фон Клайст – танкова група „Клайст“. Гудериан широко прилага тактиката на Блицкрига, не винаги съгласувано с директивите на командването.
Затова има репутацията на своенравен и трудно управляем командир. В разгара на настъплението (16 май 1940 г.), командващият групата фон Клайст временно отстранява Гудериан от командването на корпуса за неподчинение на заповедите, но този конфликт бързо е уреден.

#### Нахлуване в СССР (1941)
Преди Операция Барбароса Гудериан получава званието генерал-полковник. Същевременно е назначен за командващ 2-ра танкова група на Вермахта, по-късно станала основа на новоформираната 2-ра танкова армия. Групата имала специален опознавателен знак – буквата „G“.
2-ра танкова армия в състава на група армии „Център“ започва Източната кампания в Брест. В боевете срещу Червената армия, отслабена от сталинските чистки, тактиката на блицкрига има извънреден успех. Извършвайки дълбоки пробиви на фронтовата линия и обхващайки съветските подразделения в танкови клинове, немските войски стремително се придвижват напред: на 28 юни пада град Минск, на 16 юли (според съветската версия – 28 юли) е превзет Смоленск. Западният фронт на Червената армия престава да съществува. На 17 юли 1941 г. Гудериан е награден с „Дъбови листа“ към Рицарския Кръст.
Хитлер решава да промени общия план на кампанията и вместо да продължи стремителното настъпление срещу Москва дава заповед танковете на Гудериан да се разгърнат на юг – срещу Киев (другата ударна сила на група армии „Център“, 3-та танкова армия на Херман Хот е придадена на група армии „Север“ за настъплението срещу Ленинград). На 10 август частите на 2-ра танкова армия се съединяват източно от Киев с 1-ва танкова армия на Вермахта от група армии „Юг“ под командването на Евалд фон Клайст. В резултат на успешните действия на германските войски, в „Киевския котел“ се оказва целия Югозападен фронт на Червената армия. В плен попадат над 500 хиляди съветски войници и офицери.
Заради извеждането на ударните танкови части от московското направление обаче, темпът на настъпление срещу столицата на СССР е изгубен, което води по-късно до срив в операция „Барбароса“ като цяло.
По-късно, заради разногласия с новия командващ на група армии „Център“ фелдмаршал Гюнтер Ханс фон Клюге и защото е изтеглил своите танкове от опасна позиция въпреки дадената заповед, Гудериан е отстранен от командването.

#### Сталинград
През февруари 1943 (след битката при Сталинград) Гудериан отново е назначен за главен инспектор на бронетанковите войски и отговаря за модернизацията на бронетанковите части. Той бързо установява добри отношения с Алберт Шпеер – министър на въоръжението и снабдяването. Съвместните им усилия водят до рязко увеличаване на броя танкове, произвеждани месечно. Освен това Гудериан лично внася множество изменения в конструкцията на танковете, тъй като често посещава на инспекции заводите, стрелбищата и изпитателните полигони. След неуспешния опит за покушение срещу Хитлер през юли 1944 г., Гудериан е издигнат за началник на Командването на сухопътните войски. През март 1945 г., след поредния спор с Хитлер, Гудериан е неофициално снет от тази длъжност, като е изпратен в дългосрочен отпуск.

### След войната
По-късно след войната е пленен от американските войски (през май 1945 г.). Изпратен е в Нюрнберг, но е призован пред трибунала само като свидетел. Съветската страна иска да му предяви обвинение за военни престъпления, но съюзниците не се съгласяват. През 1946 г. Гудериан е изпратен в затвор– Алендорф, а по-късно в Нойщат. През 1948 г. е освободен.
През следващите години той публикува мемоарите си „Спомени на войника“ (на немски: Erinnerungen eines Soldaten), издавани в България под името „Внимание, танкове“.
Умира на 14 май 1954 г. в Западна Германия.

## Военни награди
- Германски орден „Железен кръст“ (1914) – II (17 септември 1914) и I степен (8 ноември 1916)
- Германски орден „Кръст на честта“ (1934)
- Медал Аншлус (13 март 1938)
- Германски орден „Железен кръст“ (1939, повторно) – II (5 септември 1939) и I степен (13 септември 1939)
- Рицарски кръст с дъбови листа
  - Носител на Рицарски кръст (27 октомври 1939)[4]
  - Носител на Дъбови листа №24 (17 юли 1941)[5]
- Споменат пет пъти в ежедневния доклад на Вермахберихт (6 август 1941, 7 август, 21 септември, 18 октомври и 19 октомври 1941)